# Carpool (film)
Carpool är en amerikansk komedifilm från 1996, regisserad av Arthur Hiller. Den hade videorelease i april 1997. Den 23 februari och den 17 juni 2001 visades filmen i TV4, den 11 juni 2002 och den 14 februari 2004 i Kanal 5, och den 26 mars 2003 och den 7 juli 2004 i SVT 1.

## Rollista
- Tom Arnold – Franklin Laszlo
- David Paymer – Daniel Miller
- Rhea Perlman – Martha
- Rod Steiger – Mr. Hammerman
- Kim Coates – detektiv Erdman
- Rachael Leigh Cook – Kayla Rachael
- Mikey Kovar – Andrew Miller
- Micah Gardener – Bucky Miller
- Blake Warkol – Travis Jordan
- Colleen Rennison – Chelsea